# Велосипедная шина

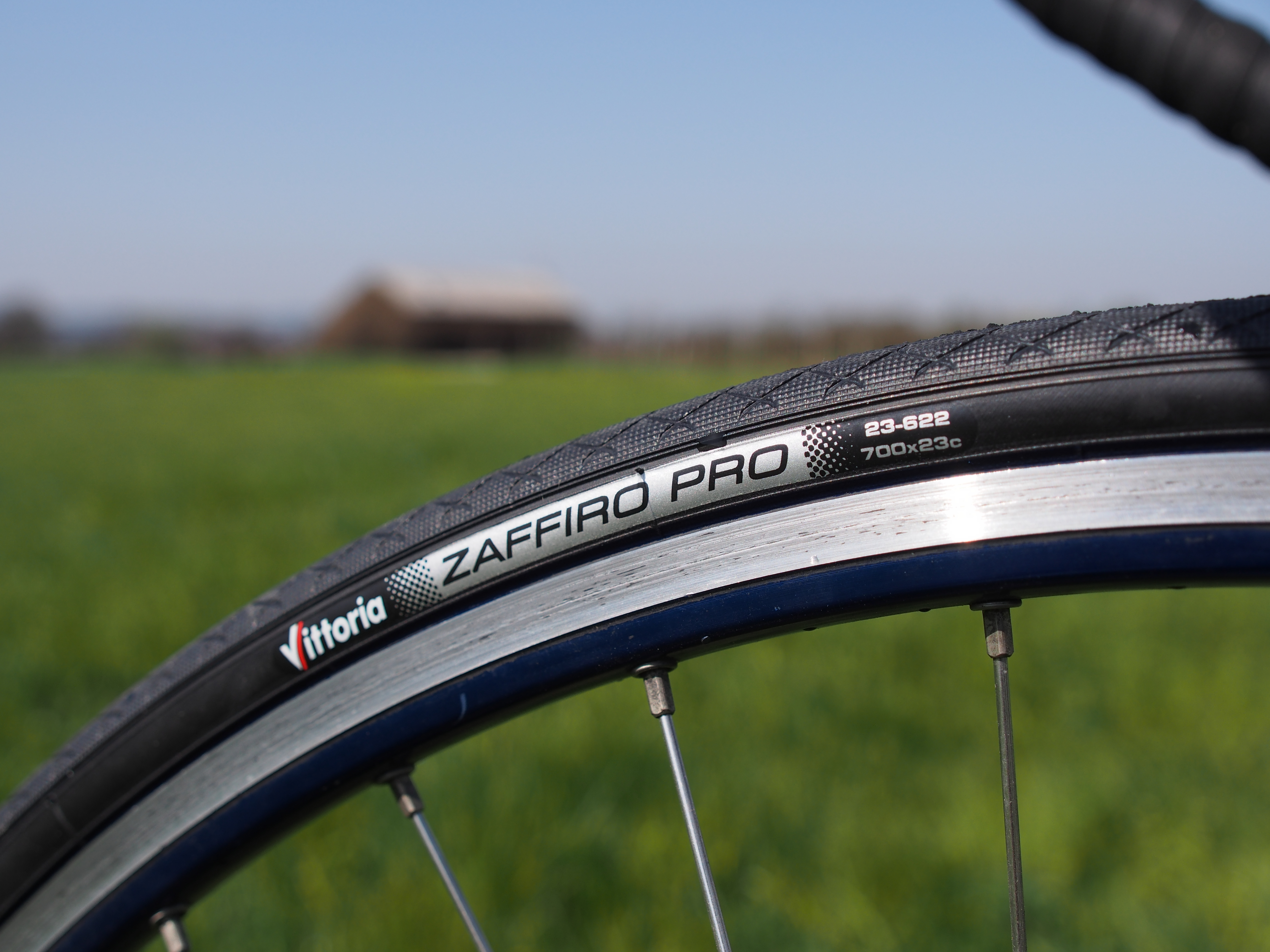
Велосипедная шина на колесе

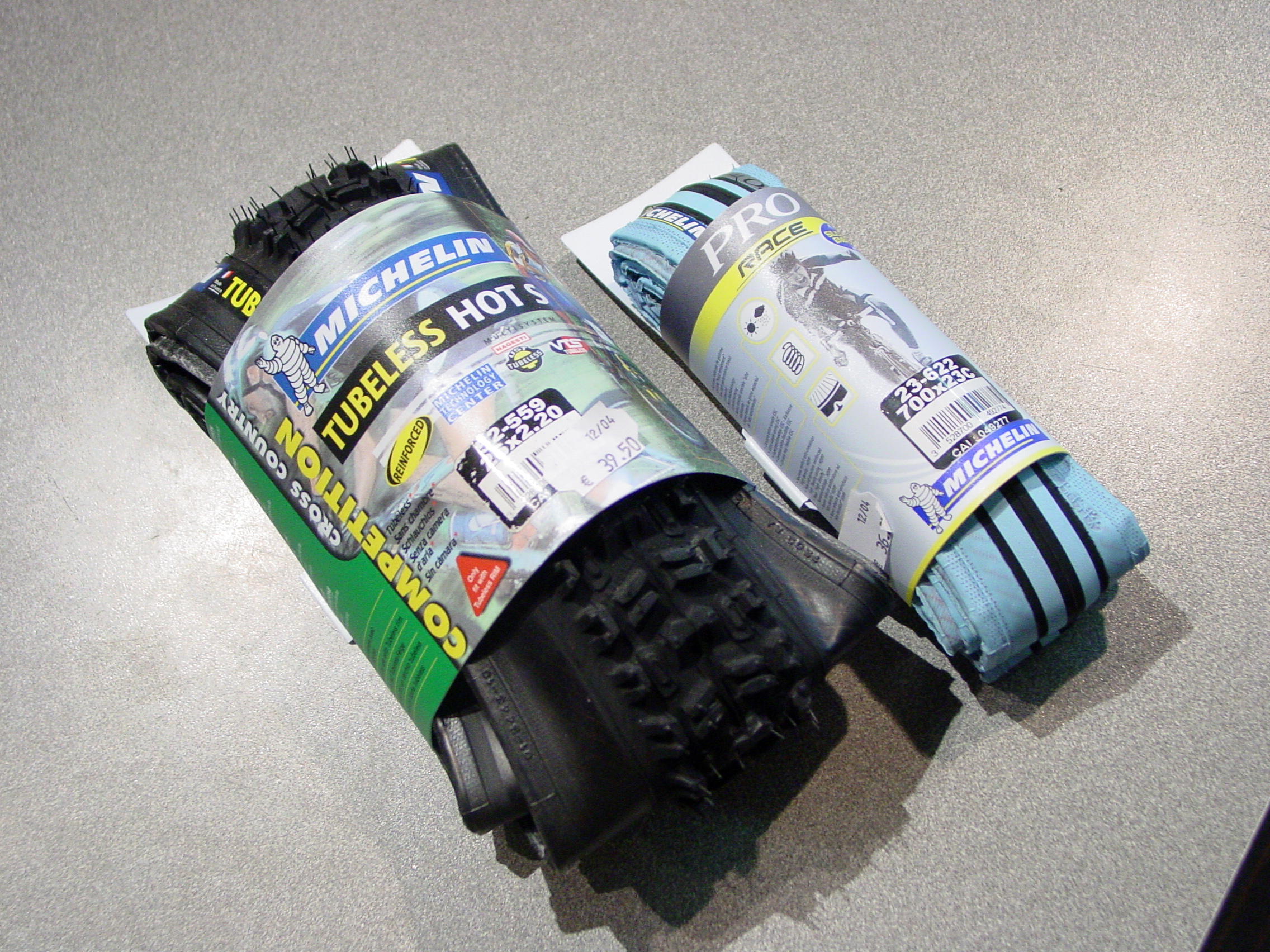
Велосипедные шины в сложенном виде. Слева — для кросс-кантри, справа — для шоссейного велосипеда

Велосипедная шина или велосипедная покрышка — упругая резиновая оболочка с металлическим или полимерным кордом, установленная на обод колеса. Шина обеспечивает контакт транспортного средства с дорожным полотном, предназначена для поглощения незначительных колебаний, вызываемых несовершенством дорожного покрытия, компенсации погрешности траекторий колёс, реализации и восприятия сил. Обычно велосипедные шины накачиваются воздухом, что позволяет регулировать их жёсткость.

## Составные части шины
Основные составные части покрышки:

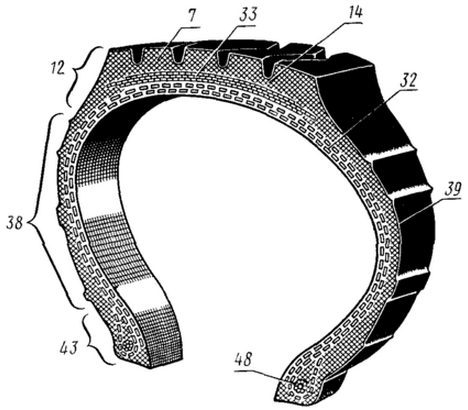
Составные части покрышки: 7 — протектор, 12 — плечевая зона, 14 — подканавочный слой, 32 — каркас, 33 — брекер, 38 — боковина, 39 — резина боковины, 43 — борт, 48 — бортовое кольцо

- Протектор — наружная резиновая часть покрышки, обеспечивающая сцепление с дорогой и предохраняющая каркас от повреждений.
- Каркас — силовая часть покрышки, состоящая из одного или нескольких слоёв корда (как правило, нейлонового), закреплённых на бортовых кольцах. Плотность плетения корда обозначается числом нитей на дюйм (TPI).
- Боковина — часть покрышки между плечевой зоной и бортом. В велосипедных шинах используются боковины двух типов:
  1. Гамволл (Gumwall) — корд с малой плотностью плетения, покрытый толстым слоем резины.
  2. Скинволл (Skinwall) — корд с большой плотностью плетения, покрытый очень тонким декоративным слоем резины, иногда совмещается с вайтволлом.
- Бортовое кольцо (также «бортировочный трос», часто неверно называется «кордом») — проволочное или более лёгкое кевларовое кольцо, являющееся основой борта покрышки. Покрышки с кевларовыми кольцами называются «фолдинговыми», они могут быть компактно свернуты для удобства перевозки.

## Классификация

Устройство колеса с клинчерной покрышкой в разрезе.
1. Обод колеса,
2. Ободная лента,
3. Плоский борт обода колеса для клещевого велосипедного тормоза,
4. Бортовое кольцо,
5. Велосипедная камера,
6. Каркас и боковая стенка покрышки,
7. Протектор

Все велосипедные покрышки делятся на три типа: 
- обычные клинчерные покрышки, которые используются вместе с камерами,
- бескамерные покрышки,
- шоссейные трубки.

Покрышки различаются в основном размерами и рисунком протектора. Размер определяется двумя числами, обозначающими диаметр и ширину покрышки. Существует несколько стандартов обозначения размеров покрышек.

## Размер шины

### Диаметр
Существуют разные системы обозначения размеров ободов, покрышек и камер. Одним из них является международный стандарт ISO ETRTO (European Tyre and Rim Technical Organization — Европейская техническая организация по ободам и покрышкам). Размеры колёс в дюймах:
- 12, 14, 16, 18" — детские велосипеды.
- 20" — велосипеды BMX, складные и детские велосипеды.
- 24" — подростковые велосипеды и стрит-байки.
- 26" — горные велосипеды, дёрт-байки, фэт-байки, городские и прогулочные велосипеды, круизеры.
- 27,5" — горные велосипеды, электровелосипеды
- 28" — шоссейные, гибридные и дорожные велосипеды.
- 29" — горные велосипеды — найнеры (от «twenty-niner»).

### Ширина
Для ровных покрытий, как правило, используют покрышки шириной до двух дюймов. Для бездорожья выбирают покрышки шириной более двух дюймов. Для шоссейных велосипедов применяются узкие шины (18-32 мм) высокого давления. Например, рабочее давление шин шоссейных велосипедов обычно составляет 6-9 атм. Зачастую, чем шире и больше объем шины, тем более низкое давление требуется. При пониженном давлении в шинах создается увеличенное пятно контакта с поверхностью. Соответственно, повышается сцепление и качество управления велосипедом.

### Толстые шины
Толстая шина — это тип велосипедной шины увеличенной ширины, обычно 3,8 ″ (97 мм) или больше, с ободьями 2,6 ″ (66 мм) или шире, предназначенный для низкого давления на грунт, чтобы можно было ездить по мягкой нестабильной местности, такой как снег, песок, болото и грязь.

## Протектор

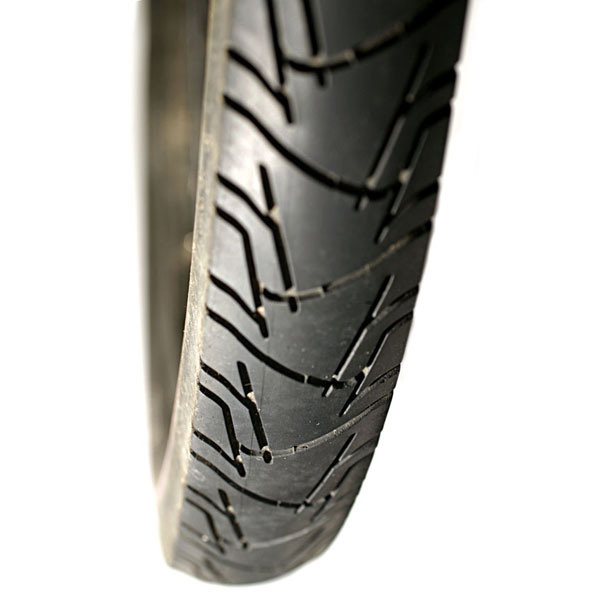
Протектор покрышки (шины)

Рисунок протектора, как и ширина покрышки, выбирается в зависимости от типа дорожного покрытия, по которому предполагается ездить. Для езды по дорогам с твёрдым покрытием выбирают узкие покрышки без ярко выраженного рисунка протектора — «слики».
Для езды по грунтовым дорогам и рыхлой почве выбирают более широкие покрышки с большими грунтозацепами — «грязевые». Обычно, чем сильнее выражен протектор, тем лучше сцепление колеса, но тем выше сопротивление качению.
Существует промежуточный вариант — так называемые «полуслики». На них грунтозацепы расположены только по краям покрышки, а центральная часть шины имеет низкопрофильный протектор или основную беговую дорожку. Таким образом, обеспечивается легкий накат на асфальте и сцепление с дорогой при поворотах и наклонах велосипеда. Такие покрышки рационально использовать в городских условиях и на сухих грунтовых дорогах.

### Зимние покрышки

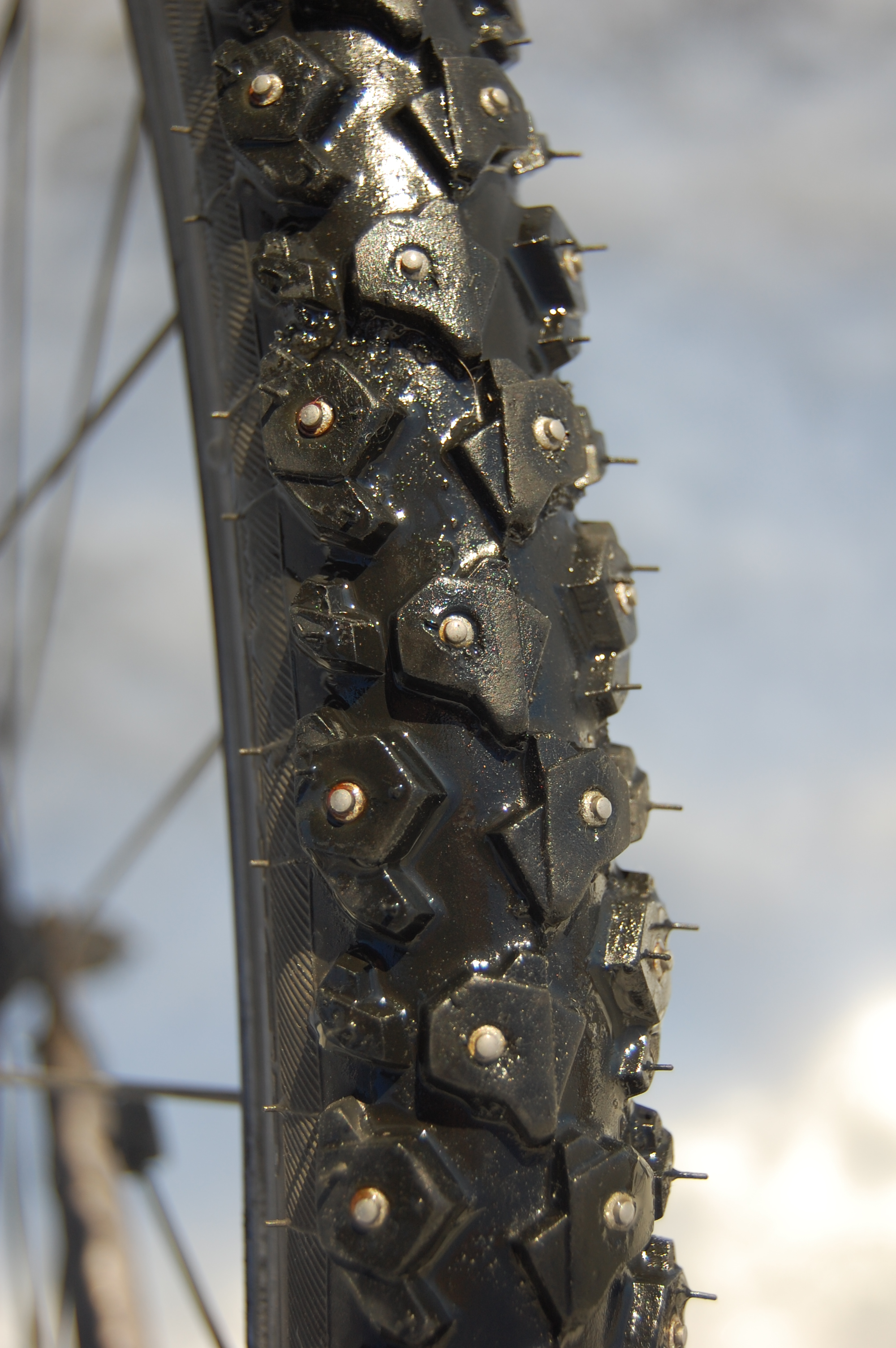
Шипованная покрышка Nokian Hakkapeliitta W240

Зимние велосипедные покрышки, так же, как и зимние шины автомобилей, имеют выраженный рисунок протектора, обеспечивающий должное сцепление со свежим рыхлым снегом и грязью. Протектор часто изготавливают с мелкими ламелями, способными цепко хватать за скользкую поверхность. Компаунд для зимних велопокрышек имеет более мягкий состав резины, не дубеющий при отрицательных температурах. Для большей эффективности на таких покрышках используются металлические шипы, изготовленные из карбида вольфрама. Они позволяют цепляться за обледенелую поверхность и утрамбованный снежный покров.
Ещё одной целью зимних шин является сопротивление проколу. В осенне-зимний период возрастает вероятность порезать покрышку об острый лед или наткнуться на металлический мусор под слоем снега. Большинство производителей предлагает зимние покрышки с дополнительным защитным слоем и усиленной боковой частью, чтобы не дать острым предметам проколоть камеру.
Обязательное условие перед использованием шипованных покрышек — провести обкатку. Рекомендуется первые 40-50 км проехаться на асфальте в спокойном режиме, воздерживаясь от внезапного торможения и резких поворотов. Это необходимо для того, чтобы шипы равномерно уселись в тело покрышки. Правильная обкатка повысит срок службы покрышек. К недостаткам зимних шин можно отнести немалый вес и ухудшенный накат.

### Жёсткость протектора
Жёсткость протектора велосипедной покрышки измеряется специальными единицами, которые ввёл Альберт Шор (англ. Albert F. Shore). Шкала получила название Shore A Durometer. Можно выделить несколько диапазонов в соответствии с этой шкалой:
- 40-45a, мягкая, цепкая резина. Используется на DH велосипедах. Легко прокалывается;
- 50-60a, резина средней мягкости. Используется в горных велосипедах;
- 60-70a, плотная резина, используется в кросс-кантри. Трудно прокалывается, но не цепкая.

### Защита от проколов

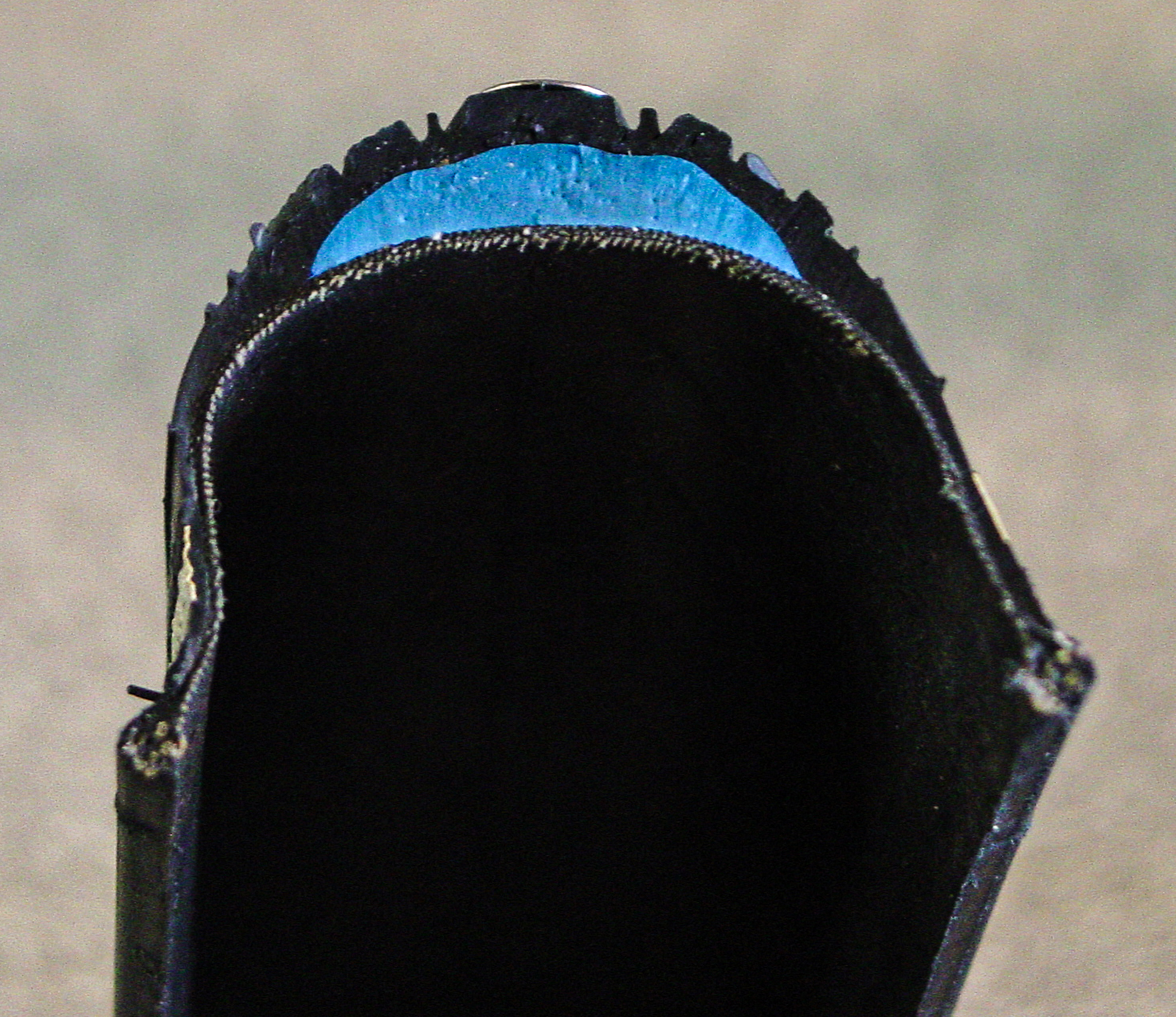
Защита от проколов

Различные производители предлагают множество велосипедных шин с защитой от проколов в виде интегрированного пояса из высокоэластичного специального каучука или кевлара, который защищает камеру в области протектора. Дополнительная защита увеличивает вес покрышки.

## Бескамерные покрышки
В 1999 году компания Mavic создала первую систему бескамерных шин для велосипедов. Бескамерные технологии сначала были широко распространены среди горных байкеров, но с тех пор это нововведение распространилось на сегменты велокросса, гравийных и традиционных шоссейных велосипедов.
Большинство основных производителей шин имеет в своём ассортименте бескамерную резину.
Бескамерная покрышка — покрышка особой конструкции, которая имеет внутри дополнительный бутиловый слой для того, чтобы удерживать внутри себя воздух и особую конструкцию бортировочного шнура, который позволяет покрышке лучше держаться на ободе. Для бескамерного использования необходимо также использовать специальные бескамерные обода, бескамерные клапаны, ленты и антипрокольные герметики.
Борт шины имеет форму, отличную от формы обычных камерных шин. Прижатие покрышки осуществляется давлением воздуха, поэтому монтаж бескамерной шины осуществляется резким увеличением давления в шине.
Преимущество бескамерных технологий заключается в улучшенных ходовых качествах, и, в целом, в минимальном весе и сопротивлении качению. Бескамерные шины также позволяют работать с более низким давлением воздуха для лучшего сцепления с дорогой и более комфортной езды. К минусам можно отнести более высокую стоимость, чем у камерных шин и сложность установки.
В случае прокола бескамерной покрышки прокол может быть заклеен специальным герметиком, заливающимся внутрь покрышки; заплаткой; «грибком» либо жгутом. При отсутствии перечисленного единственный способ ремонта на месте — вывернуть ниппель из обода и смонтировать шину как обычную, воспользовавшись запасной камерой.

### Шоссейные шины

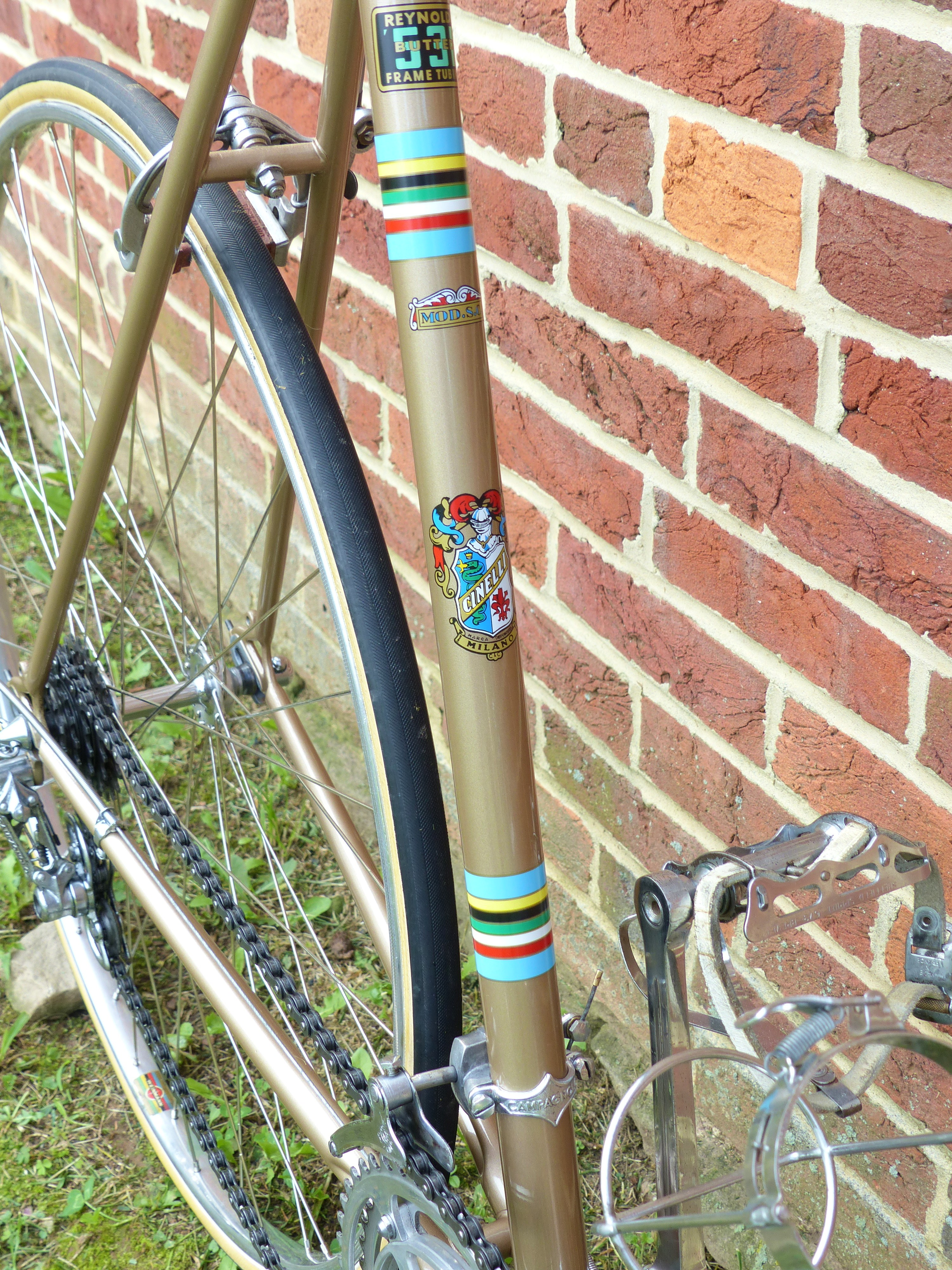
Заднее колесо гоночного велосипеда Cinelli с однотрубкой

На шоссейных велосипедах могут устанавливаться однотрубки («трубки», «велотрубки»), в которых камера и покрышка представляют собой единое целое. Благодаря этому велотрубки несколько легче классических шин, но их невозможно (или очень трудно) отремонтировать при проколе и неудобно монтировать в полевых условиях (такие трубки приклеиваются к ободу).
Для решения трудности монтажа таких шин были разработаны двусторонние клейкие ленты (например, Carogna компании Effetto Mariposa или аналогичные компании Tufo). Они позволяют точнее позиционировать трубку на ободе до того, как клей начнёт действовать: в случае применения клея случайно прилипшие участки приходится отрывать, что ухудшает качество склейки; лента же вначале наклеивается на обод, затем натягивается шина, подкачивается и центрируется, немного приспускается, и в последнюю очередь — вынимается защитная лента, покрывающая верхний слой клея. Для удаления остатков клейкой ленты при демонтаже разработаны специальные растворители. Такая технология позволяет также сберечь обод: его не нужно зачищать абразивом при монтаже следующей покрышки.

## Другие виды шин
У детских велосипедов встречаются цельнолитые (непневматические) шины.